# 2800 Ovidius
2800 Ovidius è un asteroide della fascia principale. Scoperto nel 1960, presenta un'orbita caratterizzata da un semiasse maggiore pari a 3,1543982 UA e da un'eccentricità di 0,1412689, inclinata di 3,07615° rispetto all'eclittica.